# Club Brugge w sezonie 2010/2011
Club Brugge w sezonie 2010/2011 – klub ten grał w rozgrywkach klubowych w Belgii i w Europie.
Club Brugge zakończył ten sezon jako czwarty zespół w Eerste klasse, o jedną pozycję w tabeli niżej niż rok wcześniej. W Pucharze Belgii odpadł w 1/8 finału. Brał udział w Lidze Europy, gdzie odpadł w fazie grupowej.

## Mecze w sezonie

### Liga krajowa
| Kolejka | Mecz                             | Wynik     |
| ------- | -------------------------------- | --------- |
| 1       | KV Kortrijk — Club Brugge        | 1-0 (0-0) |
| 2       | Club Brugge — Sint-Truidense VV  | 4-1 (4-1) |
| 3       | Cercle Brugge — Club Brugge      | 3-1 (1-0) |
| 4       | Club Brugge — KV Mechelen        | 1-2 (0-2) |
| 5       | KVC Westerlo — Club Brugge       | 1-2 (0-1) |
| 6       | Club Brugge — Racing Genk        | 2-2 (0-1) |
| 7       | Sporting Charleroi — Club Brugge | 0-5 (0-1) |
| 8       | Club Brugge — KAS Eupen          | 4-0 (0-0) |
| 9       | Germinal Beerschot — Club Brugge | 2-1 (0-1) |
| 10      | Club Brugge — AA Gent            | 3-2 (3-1) |
| 11      | SV Zulte Waregem — Club Brugge   | 2-3 (1-3) |
| 12      | KSC Lokeren — Club Brugge        | 1-0 (1-0) |
| 13      | Club Brugge — Standard Liège     | 2-2 (1-1) |
| 14      | RSC Anderlecht — Club Brugge     | 2-2 (2-2) |
| 15      | Club Brugge — Lierse SK          | 2-0 (1-0) |
| 16      | Club Brugge — Cercle Brugge      | 0-1 (0-0) |
| 17      | Sint-Truidense VV — Club Brugge  | 2-1 (1-0) |
| 18      | Club Brugge — KVC Westerlo       | 4-3 (3-3) |
| 19      | KV Mechelen — Club Brugge        | 0-1 (0-1) |
| 20      | Club Brugge — RSC Anderlecht     | 0-2 (0-0) |
| 21      | AA Gent — Club Brugge            | 0-2 (0-2) |
| 22      | Club Brugge — Sporting Charleroi | 5-0 (2-0) |
| 23      | KAS Eupen — Club Brugge          | 1-4 (0-3) |
| 24      | Club Brugge — Germinal Beerschot | 1-0 (0-0) |
| 25      | Racing Genk — Club Brugge        | 1-0 (0-0) |
| 26      | Club Brugge — SV Zulte Waregem   | 2-0 (1-0) |
| 27      | Club Brugge — Sporting Lokeren   | 2-1 (1-0) |
| 28      | Standard Liège — Club Brugge     | 2-2 (0-0) |
| 29      | Club Brugge — KV Kortrijk        | 4-1 (1-0) |
| 30      | Lierse SK — Club Brugge          | 0-0       |

#### Play-offy
| Kolejka | Mecz                           | Wynik     |
| ------- | ------------------------------ | --------- |
| 1       | AA Gent — Club Brugge          | 1-1 (1-0) |
| 2       | Club Brugge — RSC Anderlecht   | 3-0 (2-0) |
| 3       | Club Brugge — Sporting Lokeren | 0-0       |
| 4       | Racing Genk — Club Brugge      | 3-1 (1-1) |
| 5       | Club Brugge — Standard Liège   | 1-1 (0-0) |
| 6       | RSC Anderlecht — Club Brugge   | 0-0       |
| 7       | Standard Liège — Club Brugge   | 1-0 (1-0) |
| 8       | Club Brugge — Racing Genk      | 3-0 (0-0) |
| 9       | Sporting Lokeren — Club Brugge | 0-1 (0-1) |
| 10      | Club Brugge — AA Gent          | 3-0 (2-0) |

### Puchar Belgii
| Faza        | Mecz                             | Wynik     |
| ----------- | -------------------------------- | --------- |
| 1/16 finału | Club Brugge — Lommel United      | 3-1 (2-0) |
| 1/8 finału  | Germinal Beerschot — Club Brugge | 2-1 (0-1) |

### Liga Europy (eliminacje, faza grupowa)
| Mecz                         | Wynik     |
| ---------------------------- | --------- |
| Club Brugge — Dinamo Minsk   | 2-1 (0-1) |
| Dinamo Minsk — Club Brugge   | 2-3 (0-3) |
| Club Brugge — PAOK Saloniki  | 1-1 (0-0) |
| Villarreal CF — Club Brugge  | 2-1 (1-1) |
| Dinamo Zagrzeb — Club Brugge | 0-0       |
| Club Brugge — Dinamo Zagrzeb | 0-2 (0-0) |
| PAOK Saloniki — Club Brugge  | 1-1 (1-0) |
| Club Brugge — Villarreal CF  | 1-2 (1-2) |